# کالین ایروین
کالین ایروین (انگلیسی: Colin Irwin؛ زادهٔ ۹ فوریهٔ ۱۹۵۷) بازیکن فوتبال اهل بریتانیا است.
از باشگاه‌هایی که در آن بازی کرده‌است می‌توان به باشگاه فوتبال سوانزی سیتی و باشگاه فوتبال لیورپول اشاره کرد.